# Bundesautobahn 542
De Bundesautobahn 542 (kort BAB542, A542 of 542) is een korte autosnelweg in Duitsland. De weg verbindt Monheim met Langenfeld en wordt vooral gebruikt voor een verbinding tussen de A59 en de A3. Deze autosnelweg bevat 2x2 rijstroken.